# Битва при Курупайті
Би́тва при Курупай́ті — битва, що відбулася 22 вересня 1866 року між військами Потрійного Альянсу (Бразилія, Аргентина та Уругвай) та парагвайськими військами при Курупайті (зараз у парагвайському департаменті Ньємбуку) протягом Війни Потрійного Альянсу. Це була найзначніша перемога парагвайських сил, проведена під командуванням Хосе Едувігіса Діаса.